# Izaäk van Deen

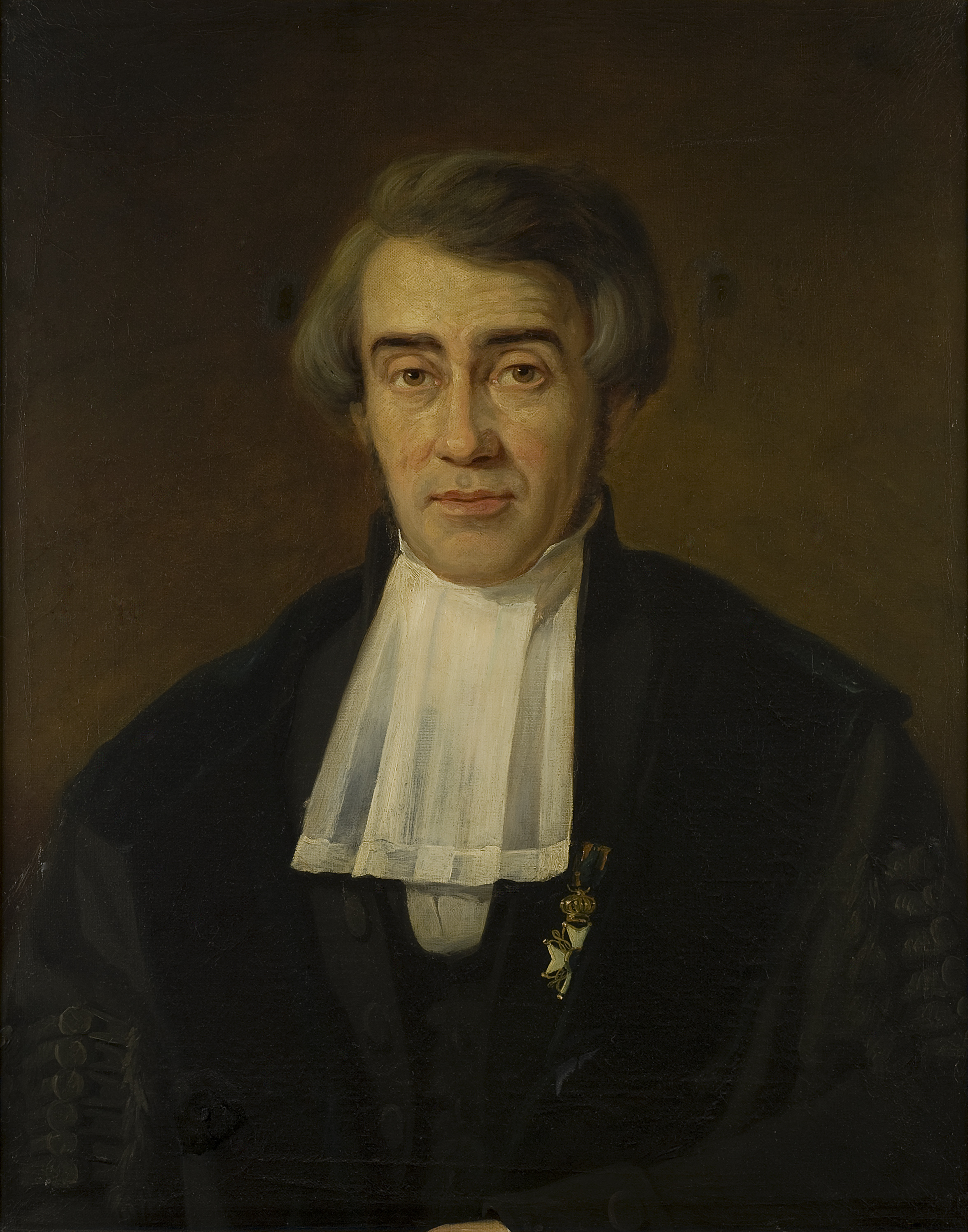
Izaäk van Deen

Izaäk Abrahamszoon van Deen, född den 24 mars 1805, död den 1 november 1869, var en holländsk läkare.
van Deen studerade i Köpenhamn, senare i Leyden, där han blev medicine doktor 1834, varefter han bedrev praktik i Zwolle. År 1851 blev han extra ordinarie professor i fysiologi vid Groningens universitet, där han, efter att ha blivit ordinarie professor (1857), inrättade ett nytt fysiologiskt laboratorium, från vilket flera arbeten av förblivande betydelse kom. Utomordentligt flitigt använt var det av van Deen införda guajactinktur-terpentinprovet för blod i urin.